# Neohahnia freibergi
Espèce
Neohahnia freibergi est une espèce d'araignées aranéomorphes de la famille des Hahniidae.

## Distribution
Cette espèce est endémique de la province de Cotopaxi en Équateur,. Elle se rencontre vers San Francisco de las Pampas dans la réserve biologique d'Otonga.

## Description
La femelle holotype mesure 1,53 mm et le mâle paratype 1,26 mm.

## Systématique et taxinomie
Cette espèce a été décrite par Dupérré et Tapia en 2024.

## Étymologie
Cette espèce est nommée en l'honneur de Martin Freiberg. 

## Publication originale
- Dupérré & Tapia, 2024 : « First record of the family Hahniidae in Ecuador with description of thirteen new species and three new genera (Araneae: Hahniidae). » Taxonomy, vol. 4, no 1, p. 53-111 (texte intégral).